# Campaña del Desierto Sirio (diciembre de 2016–abril de 2017)
 La campaña del Desierto Sirio (diciembre de 2016 a abril de 2017) fue una campaña militar lanzada por las fuerzas rebeldes sirias afiliadas al Frente Sur del Ejército Sirio Libre y sus aliados en el Desierto Sirio Sur y las montañas del este de Qalamoun. El objetivo de la ofensiva era expulsar al Estado Islámico de Irak y al Levante del desierto en el sur de Siria y abrir una ruta de suministro entre dos áreas controladas por los rebeldes.

## La campaña

### Primera ofensiva FSA (diciembre de 2016 – enero de 2017)
El 29 de diciembre de 2016, los grupos del Frente Sur liderados por las Fuerzas de Mártir Ahmad al-Abdo lanzaron una ofensiva contra las posiciones de EIIL en las montañas del este de Qalamoun .  La ofensiva fue nombrada en código como la " Batalla para restaurar la dignidad " por los rebeldes.  Las fuerzas rebeldes capturaron la presa de Abu Risha y cinco aldeas.  Cinco días después, los rebeldes atacaron los últimos bastiones de EIIL en el área de Badia al-Sham en el desierto.
El 3 de enero de 2017, el Ejército de Tribus Libres anunció la captura de la presa de Zelaf al este de As -Suwayda , el pueblo al lado, y una antigua gruta utilizada por EIIL como un sitio negro.  El 8 de enero, las Fuerzas de Ahmad al-Abdo capturaron más de 18 posiciones en las montañas del este de Qalamoun desde EIIL.

### Interludio
El 8 de febrero, las fuerzas rebeldes avanzaron en el este de Qalamoun, lo que dio lugar a fuertes enfrentamientos con EIIL.  El 13 de febrero, las fuerzas rebeldes lideradas por los Leones del Ejército del Este avanzaron en la gobernación de Suwayda cerca de la frontera entre Jordania y Siria y capturaron al-Kraa y al-Dayathah del EIIL.

### Segunda ofensiva de la FSA (15 de marzo – 2 de abril de 2017)

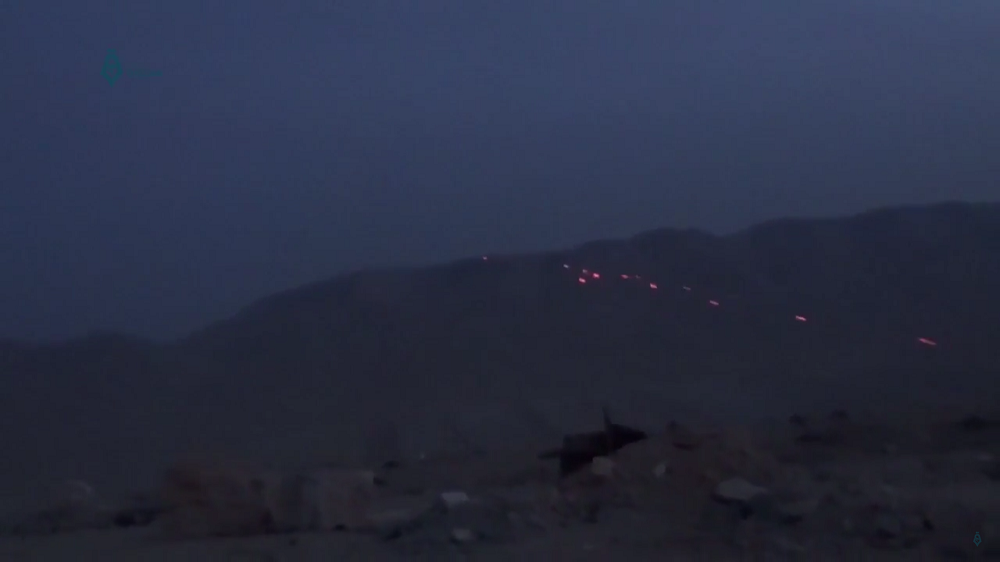
Las unidades libres del ejército sirio disparan en las posiciones de EIIL en las montañas de Qalamoun durante la noche.

Las Fuerzas del Mártir Ahmad al-Abdo del Ejército Libre de Siria lanzaron una noche de asalto entre el 15 y el 16 de marzo contra el EIIL en las montañas del este de Qalamoun.  La ofensiva se lanzó en dos frentes, las montañas orientales de Qalamoun y el desierto sirio a lo largo de la frontera entre Jordania y Siria .  Los rebeldes nombraron al primero con el nombre de " Batalla por la Expulsión de Agresores ", mientras que al segundo se le denominó " Montura de los caballos ".   Los rebeldes se apoderaron de varios puntos en la montaña al-Afai.
Las facciones rebeldes atacaron EIIL los días 18 y 19 de marzo cerca de al-Badia y capturaron varias áreas, incluida una antigua base del Batallón de Investigación Científica. Capturaron varias áreas, incluyendo el estratégico Monte Naqab el 20 de marzo. Para el 21 de marzo, los rebeldes habían capturado más de 25 kilómetros cuadrados de territorio en el este de Qalamoun y más de 1,800 kilómetros cuadrados en total desde el inicio de la campaña. Las fuerzas del EIIL fueron derrotadas de la mayoría del este de Qalamoun. Ahrar al-Sham anunció que sus combatientes habían capturado la cordillera de al-Afai.
Los rebeldes continuaron chocando en una parada de descanso cerca de Bagdad - la carretera de Damasco , en medio del avance de los rebeldes en la región al capturar Mihassah, Thaniyat al-Yaridah, Thaniyah Wadhath, el cruce cercano y algunas colinas. El 24 de marzo, se informó de que el EIIL se retiraba del sur de Siria para centrarse en la ofensiva de Raqqa y se había retirado de varias zonas del este de Qalamoun sin oponer resistencia.  Dos días después, las fuerzas de la FSA se apoderaron de tres aldeas más de EIIL cerca de la frontera iraquí.

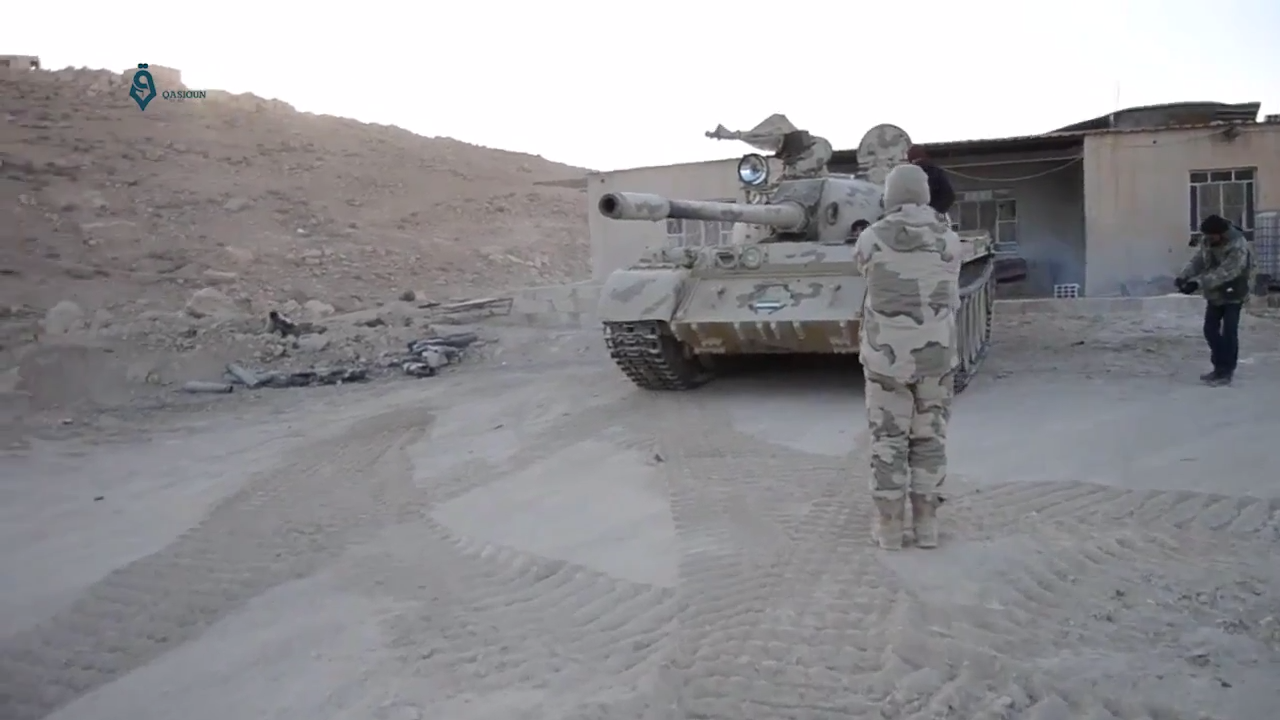
Un FSA T-55 en las montañas del este de Qalamoun durante la segunda fase de la campaña

El ejército árabe sirio , respaldado por las Fuerzas de Defensa Nacional y la Dirección de Inteligencia de la Fuerza Aérea , atacó  EIIL en el campo del este de Suwayda el 26 de marzo cuando los militantes se retiraban.  SAA capturó varios pueblos y sitios durante el avance.  La FSA hizo un gran avance al mismo tiempo, llegando a las líneas del frente con SAA al día siguiente.  La FSA anunció que había capturado el área de al-Badia y más de una docena de sitios cerca de Bir al-Qasab, que eran los principales baluartes del EIIL en el sureste de Siria.  Muchas aldeas, incluida Bir Qasab, fueron capturadas del EIIL en el avance rebelde.  Los rebeldes capturaron la zona montañosa de Dakwa el 28 de marzo Después de la medianoche, las áreas en Bir Qasab fueron atacadas por un ataque aéreo que las fuentes de la oposición atribuyeron al gobierno sirio.  Un comandante rebelde, Adnan al-Khuleh, fue asesinado en los ataques aéreos.  Los avances rebeldes expulsaron totalmente a las fuerzas del EIIL de la parte suroeste del desierto sirio.
El 29 de marzo, los rebeldes anunciaron que el EIIL había sido expulsado de todo el campo de Damasco.  Orient News declaró que EIIL había abandonado las zonas de Jabal al-Makhul, Tal Dakwa y sus alrededores, al-Qeseb Be'r, al-Seraikhi y Tal al-Dukhan después de que los grupos de la oposición siria los atacaron.  Mientras tanto, se informó que EIIL todavía tiene algunas posiciones bajo su control en el desierto sirio.  Un grupo rebelde declaró que su próximo objetivo sería romper el sitio de EIIL en el este de Qalamoun.
Los rebeldes capturaron la carretera estratégica Abu al-Shamat el 2 de abril y atacaron la ciudad de al-Mahsa.  También capturaron el bolsillo EIIL ubicado entre el desierto sirio y el campo norte de Al-Suwayda, permitiéndoles lanzar la tercera etapa de su campaña para llegar al este de Qalamoun.
EIIL atacó el cruce fronterizo de Al-Tanf el 9 de abril, lanzando ataques suicidas en una base rebelde cerca del cruce fronterizo y un convoy del Ejército de Leones del Este.  El ataque fue repelido por los rebeldes respaldados por la coalición anti- EIIL .  Los rebeldes declararon que cuatro de sus combatientes y ocho combatientes del EIIL fueron asesinados.

### Tercera ofensiva de la FSA (20–30 de abril de 2017)
El 20 de abril, los rebeldes de la FSA encabezados por el Ejército de Leones del Este capturaron Alalianih, junto con una base militar abandonada, en el desierto de Siria.  Cuatro días después, la FSA lanzó una ofensiva alrededor de las laderas orientales de las montañas de Qalamoun, apuntando al área alrededor de las aldeas de Al-Mahsaa y Abou Al-Shamat para levantar el asedio del EIIL en el este de Qalamoun.  Los medios de comunicación oficiales de FSA declararon que capturaron muchos puntos durante el día.
El 29 de abril,  EIIL lanzó un contraataque contra los rebeldes de Osoud Al-Sharqiya en el este de Qalamoun.  El grupo recapturó varios sitios de la región.  Al día siguiente, la FSA lanzó un contraataque en la región y su sección oficial de medios de comunicación declaró más tarde que había recapturado varios sitios.

## Consecuencias
Durante la campaña, algunos grupos rebeldes comenzaron a avanzar hacia las gobernaciones de Homs y Deir ez-Zor. Un portavoz rebelde declaró que su objetivo era la expulsión de EIIL de la región y llegar a la ciudad de Deir ez-Zor. Ellos serían apoyados por la coalición anti-EIIL, en lugar de que las Fuerzas Democráticas Sirias lo capturen. La FSA también quería capturar la ciudad fronteriza de al-Bukamal, el último cruce fronterizo bajo el control del EIIL entre Irak y Siria, que también intentaron capturar en su ofensiva fallida de 2016 .
El 30 de abril, el Ejército de Comandos Revolucionario atacó y avanzó hacia el este de Siria, llegando a la gobernación de Deir ez-Zor y capturando la aldea de Humaymah al sur de la estación de bombeo T2.  Dos días después, los rebeldes atacaron y capturaron varios sitios en la región, entre ellos: Tarwazeh Al-Wa`er, Sereit Al-Wa`er, Jabal Ghrab, desierto de Sawab, al-Kamm Sawab, la estación de bombeo T2, Me`izeileh y Tarwazeh al-Attshaneh.  El 6 de mayo, la FSA capturó varios sitios en la región de Badiya, en la gobernación de Homs, al sur de Palmira, incluidas las zonas de Dahlous y Al-Halbah.
El 7 de mayo, el ejército árabe sirio lanzó un ataque contra la FSA, en la región de Badiya, en el campo sureste de Damasco, avanzando unos 45 kilómetros a lo largo de la carretera Bagdad-Damasco hacia la frontera iraquí.  El 18 de mayo, varios ataques aéreos estadounidenses al noroeste del cruce de Zarqa golpearon un convoy mecanizado de soldados de la SAA y milicianos chiitas iraquíes, que destruyeron 5 tanques y 1 Shilka , y mataron a 8-12 milicianos iraquíes.  El avance a lo largo de la carretera Damasco-Bagdad se detuvo.